# Стульневська сільська рада
| Стульневська сільська рада — орган місцевого самоврядування у Чернігівському районі Запорізької області з адміністративним центром у с. Стульневе. Дата утворення: 1974 рік. По території, підпорядкованій даній сільській раді, протікають ріки Токмак, Кайкулак. Сільській раді підпорядковані населені пункти: - с. Стульневе - с. Кам'янка - с-ще Стульневе |

## Склад ради
Рада складається з 12 депутатів та голови. Партійний склад: Самовисування — 10, Наш край — 1, БПП «Солідарність» — 1.

### Керівний склад ради
| ПІБ                             | Основні відомості                                                         | Дата обрання | Дата звільнення |
| ------------------------------- | ------------------------------------------------------------------------- | ------------ | --------------- |
| Псьол Антоніна Федорівна        | Сільський голова, 1949 року народження, освіта, позапартійна              | 26.03.2006   | 31.10.2010      |
| Андрусенко Олександр Васильович | Сільський голова, 1968 року народження, освіта вища, член Партії регіонів | 31.10.2010   | 25.10.2015      |
| Сьомик Юлія Михайлівна          | Сільський голова, 1968 року народження, освіта вища, позапартійна         | 25.10.2015   |                 |

Примітка: таблиця складена за даними джерела